# Guri Iwanowitsch Martschuk

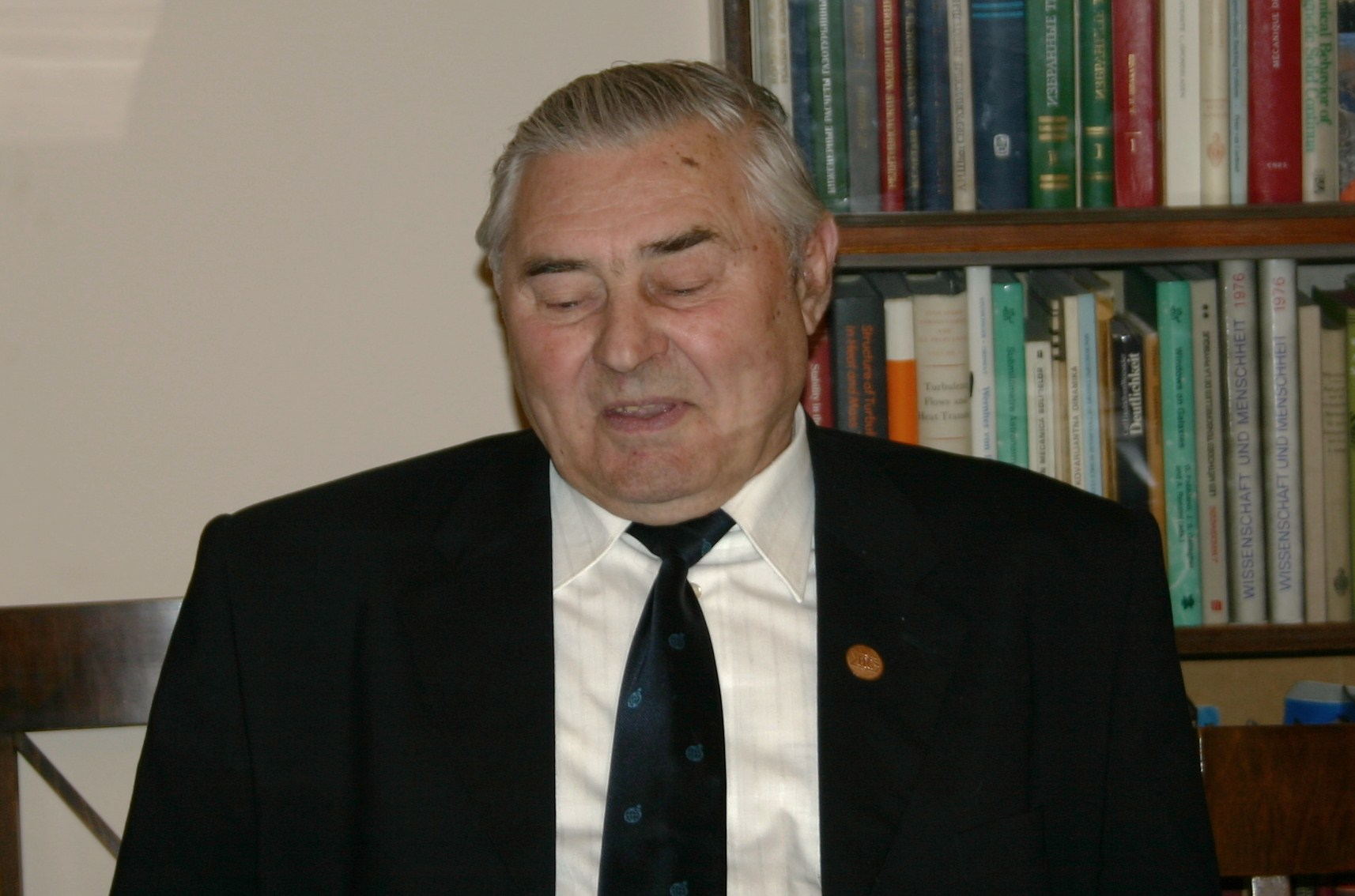

Guri Iwanowitsch Martschuk (russisch Гурий Иванович Марчук, englische Transkription Guri Ivanovich Marchuk; * 8. Juni 1925 in Petro-Chersonez, heute zur Oblast Orenburg; † 24. März 2013 in Moskau) war ein russischer Mathematiker, bekannt für angewandte Arbeiten in der Meteorologie.

## Werdegang
Martschuk habilitierte sich 1957 (russischer Doktorgrad) und war schon ein Jahr später 1958 Mitglied der Sowjetischen Akademie der Wissenschaften. Er war lange an der Sibirischen Abteilung der Sowjetischen Akademie der Wissenschaften in Nowosibirsk und lehrte an der Universität Nowosibirsk.
1980 organisierte er die Abteilung Numerische Mathematik in der Russischen Akademie der Wissenschaften und war deren Direktor von 1980 bis 2000. Aus ihr ging später das Institut für Numerische Mathematik (INM RAS) der Akademie hervor, dessen Ehrendirektor er war.
Martschuk beschäftigte sich sowohl mit der mathematischen Modellierung von Klima- und Wettermodellen als auch mit deren numerischer Behandlung. Er entwickelte die „Splitting“-Methode zur Lösung der in der Meteorologie angewandten hydrodynamischen Differentialgleichungen. Ein weiterer Durchbruch gelang ihm mit der Entwicklung der Methode der adjungierten Gleichungen in inversen Problemen der Modellierung meteorologischer Probleme. Die Methode ist in Verfahren der Dateninitialisierung und Fehleranalyse in Wetterprognosen von Bedeutung und dient auch beispielsweise dazu, Umweltverschmutzer rückwirkend zu lokalisieren. Martschuk beschäftigt sich auch mit Fragen der mathematischen Modellierung des Immunsystems und dessen Reaktion auf Krankheitserreger (ein russisches Buch dazu von ihm erschien schon 1980) sowie mit numerischer Modellierung bei Kernexplosionen und von Kernreaktoren (ein russisches Buch dazu von ihm erschien 1961).
Er war Präsident (vorher Vizepräsident) der sibirischen Abteilung der Russischen Akademie der Wissenschaften und war außerdem von 1986 bis 1991 Präsident der Russischen Akademie der Wissenschaften.  Er war auswärtiges Mitglied der französischen (1989), polnischen, tschechoslowakischen, bulgarischen, indischen und finnischen Akademie der Wissenschaften. 1972 wurde er auch auswärtiges Mitglied der Akademie der Wissenschaften der DDR. Er war mehrfacher Ehrendoktor (unter anderem Dresden, Toulouse). Er erhielt die Goldmedaille der tschechoslowakischen Akademie der Wissenschaften, 1988 die deutsche Karpinski-Medaille, den Demidow-Preis, die Keldysch-Goldmedaille und die Tschebyschow-Goldmedaille. Er war Ritter der französischen Ehrenlegion. 2002 erhielt er den Padma Bhushan des indischen Präsidenten (zusammen mit Jewgeni Petrowitsch Tschelyschew). 2008 erhielt er die Wilhelm Bjerknes Medaille. 1970 hielt er einen Plenarvortrag auf dem ICM in Nizza (Methods and problems of computational mathematics) und 1966 war er Invited Speaker auf dem ICM in Moskau (Numerische Methoden in der Übertragungstheorie).

## Schriften
- Science and Sibiria, Moskau, Nowosti Press, 1983
- Herausgeber: Numerical Methods and Applications, CRC Press, Boca Raton 1994
- mit Valeri Agoshkov, Victor Shutyaev: Adjoint equations and perturbation algorithms in nonlinear problems, CRC Press 1996
- Adjoint equations and the analysis of complex systems, Kluwer 1995
- Mathematical modelling of immune response in infectious disease, Kluwer 1997
- Mathematical models in environmental problems, Elsevier 1986
- mit Wjatscheslaw Iwanowitsch Lebedew Numerical methods in the theory of neutron transport, Chur, New York: Harwood, 2. Auflage 1986